# Kepler-38
Kepler-38 è una stella binaria nella costellazione della Lira distante poco meno di 2000 anni luce dal sistema solare. Nell'agosto del 2012 è stata annunciata la scoperta di un pianeta circumbinario orbitante attorno alle due stelle, Kepler-38 (AB)b.

## Caratteristiche fisiche
Le due stelle formano una binaria e ruotano una attorno all'altra in un periodo di 18,79 giorni. La stella principale ha una massa 0,95 volte quella del Sole ma è più grande e luminosa, il suo raggio è infatti 1,7 volte il raggio solare, mentre la secondaria, probabilmente una nana rossa, ha una massa ed un raggio che sono circa un quarto di quelli solari. Nello studio che ha portato alla scoperta del pianeta, Orosz et al. (2012) stimano l'età del sistema in 10 ± 3 miliardi di anni, e nonostante la principale abbia un raggio maggiore di quello che ci si aspetterebbe da una stella di massa solare, pensano che stia ancora bruciando idrogeno all'interno del proprio nucleo, considerandola quindi ancora di sequenza principale.

## Sistema planetario
Il pianeta scoperto è dell'ordine di grandezza di Nettuno, ha infatti un raggio 4,35 volte quello terrestre, mentre la massa non è conosciuta con precisione, è solo stato stimato al momento un limite superiore, fissato a <0,38 MJ, o 122 masse terrestri. Orbita in 105,6 giorni attorno alla coppia di stelle, ad una distanza media di 0,46 UA dal centro di massa del sistema, troppo vicino per essere potenzialmente abitabile, visto che la zona abitabile attorno alle due stelle si espande da 1,66 a 2,86 UA.

### Prospetto del sistema planetario
| Pianeta | Tipo            | Massa           | Raggio  | Periodo orb.   | Sem. maggiore | Eccentricità | Scoperta |
| ------- | --------------- | --------------- | ------- | -------------- | ------------- | ------------ | -------- |
| b       | Gigante gassoso | <122M⊕ <0,38 MJ | 4,35 R⊕ | 105,595 giorni | 0,4644 UA     | <0,032       | 2012     |